# Ключевая (Нижнесергинский район)
Ключевая — посёлок Нижнесергинского района  Свердловской области России, входит в состав муниципального образования «Кленовское сельское поселение».

## Географическое положение
Посёлок Ключевая муниципального образования «Нижнесергинский муниципальный район», входит в состав муниципального образования «Клёновское сельское поселение», расположен в 56 километрах (по автотрассе в 92 километрах) к западу-северо-западу от города Нижние Серги , на левом берегу реки Бисерть (правый приток реки Уфа). В посёлке имеется железнодорожная станция Ключевая Горьковской железной дороги. В окрестностях посёлка имеется ботанический природный памятник — осокори, деревья черных тополей возрастом более 300 лет.

## Население
| 2002 | 2010  | 2021 |
| ---- | ----- | ---- |
| 1437 | ↘1155 | ↘812 |